# Kepler-42 c
Kepler-42 c (KOI-961 c, чи KOI-961.02) — екзопланета (мініземля), що знаходиться в системі Kepler-42 (сузір'я Лебідь) на відстані близько 126 світлових років (38,7 парсек) від Сонця.
Kepler-42 c — найближча до зірки планета в системі Kepler-42 (KOI-961) і друга за розміром. Один рік на Kepler-42 c триває трохи менше 1 земного дня.

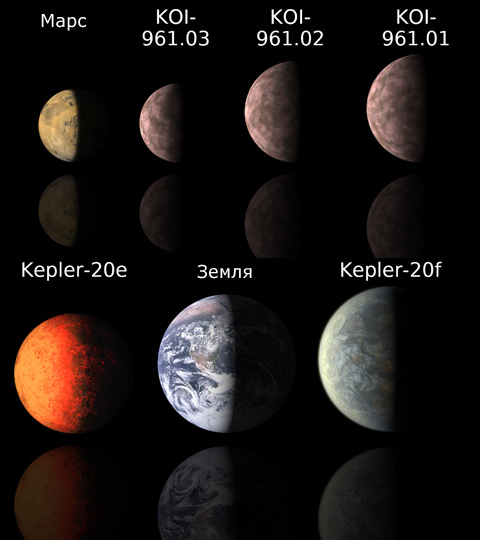
Порівняльні розміри екзопланет системи KOI-961 з Землею і Марсом

До відкриття Kepler-42 c і KOI-961 d найменшими по масі відомими екзопланетами вважалися HD 10180 b c масою 1,35 ± 0,23 M⊕ і Kepler 20 f, масою 0,66 маси Землі.